# وزارت ورزش (عربستان سعودی)
وزارت ورزش کشور پادشاهی عربستان سعودی ( وزارت ورزش ؛ عربی: وزارة الرياضة  ، سابقاً اداره کل ورزش ( GSA ; عربی: الهيئة العامة للرياضة ) یک وزارتخانه زیر نظر دولت عربستان است که مسئول مدیریت سازمان های ورزشی در عربستان سعودی است. وزارت ورزش پیشتر به عنوان اداره کل ورزش و پیش از آن نیز به عنوان ریاست عمومی رفاه جوانان (GPYW) شناخته می شد که در سال ۱۹۷۴ ایجاد شد.  

## تاریخچه
ریاست عمومی رفاه جوانان (GPYW) در سال ۱۹۷۴ با فرمان سلطنتی توسط شخص پادشاه ملک فقید فیصل بن عبدالعزیز بنیانگذاری شد.  در ژوئیه ۱۹۸۷ میلادی، (GPYW) پردیس موسسه رهبری را راه‌اندازی کرد. این نهاد به عنوان نهاد اصلی سعودی شناخته میشد که برای آموزش جوانان برای تبدیل شدن به مربیان متخصص در ورزش معتبر است. 
ریاست عمومی رفاه جوانان (GPYW) در ماه مه ۲۰۱۶ میلادی در پی یک دستور سلطنتی مبنی بر تغییر ساختار این نهاد و قرار دادن شاهزاده عبدالله بن مسعد آل سعود به عنوان رئیس آن، به عنوان اداره عمومی ورزش شناخته شد. 
پس از ریاست شاهزاده عبدالله بن مسعد آل سعود، طی فرمانی محمد آل الشیخ در آوریل ۲۰۱۷ به عنوان رئیس GSA منصوب شد و جایگزین وی شد.  در ۶ سپتامبر، ترکی بن عبدالمحسن آل آشیخ جایگزین محمد آل شیخ در این سمت شد. 

### ورزش های اجتماعی
وظیفه وزارت ورزش، تلاش برای بهبود و توسعه محیط های ورزشی در پادشاهی عربستان سعودی شامل تمرکز بر تشویق مردم به ورزش و فعالیتهای بدنی در سطوح پایه و ابتدایی است. در راستای این هدف، فدراسیونی تحت عنوان فدراسیون ورزش برای همه عربستان (SFA) در سال ۲۰۱۸ میلادی به عنوان یک نهاد ویژه برای رهنمود مردم به ورزش های اجتماعی و گروهی ابتدایی ایجاد شد. در سال ۲۰۱۹، مأموریت رسمی برای رهبری طرح‌های ورزشی اجتماعی در حمایت از برنامه ی بلند مدت کشور ( که در کشور آن را اهداف چشم‌انداز سعودی ۲۰۳۰ می نامند ) به آن داده شد.  برنامه ی کیفیت زندگی خواستار افزایش تعداد افرادی است که تا سال ۲۰۳۰ فعالیت بدنی منظمی را در این کشور انجام می دهند و به ورزش می پردازند. آنها امیدوارند این میزان تا ۴۰ درصد مردم را شامل شود.  زیر چتر وزارت ورزش، SFA با ایجاد فرصت‌های ورزشی، تشویق تغییرات سبک زندگی، و راه‌اندازی کمپین‌ها و چالش‌هایی برای تشویق فعالیت بدنی، به دولت پادشاهی در رسیدن به این هدف کمک می‌کند.  SFA ابتکاراتی برای تشویق مردم در تمام طول سال اجرا می‌کند، از جمله فعالیت‌های اجتماعی، چالش‌های ورزشی، چالش‌های پیاده‌روی و دویدن مجازی، مسابقات، و فعال‌سازی و ساخت فضاهای عمومی برای میزبانی از فعالیت‌های مرتبط با ورزش های گوناگون. 
SFA  در سال ۲۰۲۰ برنامه ی جامعی ارائه داد که برای استفاده در دستگاه های iOS و Android راه اندازی شد. این برنامه به عنوان هسته مرکزی این طرح ها عمل می کند. این برنامه همچنین میزبان برنامه SFA Rewards ( جوایز فدراسیون ورزش برای همه) است، که در آن کاربران با کسب امتیازهایی که می توانند در مقابل هدایا یا کمک های خیریه بازخرید شوند، تشویق می شوند تا فعال بمانند. 
SFA از نزدیک با نهادهای بخش دولتی و خصوصی در کشور عربستان مانند کمیته المپیک عربستان سعودی (SAOC),  وزارت ورزش،  وزارت امور شهری و روستایی  و مرجع داده ها و هوش مصنوعی عربستان (SDAIA) همکاری می کند.  این همکاری در راستای پیشبرد اهداف خود برای یک عربستان سعودی سالم تر و فعال تر همچنان ادامه دارد.

### فوتبال
در سال ۲۰۱۴، وزارت ورزش از ورزشگاهی نوین به نام شهر ورزشی ملک عبدالله (KASC) رونمایی کرد که میزبان بازی نهایی جام پادشاهی ۲۰۱۴ بود.  پس از انتصاب ترکی العشیخ به عنوان رئیس این وزارتخانه در سال ۲۰۱۷، کمیته ای برای یافتن استعدادهای محلی در جوانان عربستان سعودی و پرورش آنها به فوتبالیست های حرفه ای تشکیل شد که . در نخستین دوره از این برنامه، ۷۰ نفر از جوانان پذیرفته شدند.  برخی از مسابقات و سیستم های جوایز نیز بازگشایی شدند; برای مثال جام ولیعهد به سوپرجام فوتبال عربستان تغییر نام داد و مسابقات سطح یک نیز به عنوان مسابقات شاهزاده فیصل بن فهد نامگذاری شد. همچنین جایزه قهرمانی در جام پادشاهی عربستان( تحت عنوان خادم الحرمین ) از ۵٫۵ میلیون ریال سعودی به ۱۰ میلیون ریال سعودی افزایش یافت. 
عربستان سعودی از ۲۰۱۹-۲۰۲۰ توانست برای نخستین بار میزبان سوپرکاپ اسپانیا باشد و یک رویداد ورزشی بزرگ دیگر در این کشور با حضور تیم های برتر مانند بارسلونا ، والنسیا ، اتلتیکو مادرید و رئال مادرید برگزار کند. این مسابقات در نهایت با قهرمانی تیم رئال مادرید پایان یافت. با این حال، برخی گزارش ها حاکی از اینند که تعداد هواداران خارجی که بیش از ۲۰۰۰ پوند پرداخت می کنند و برای حضور در این مسابقات و دیدن بازی ها به عربستان سعودی پرواز می کنند، کمتر از ۲۰۰ نفر است. به گزارش AS، حتی کمتر از ۴۰ هوادار مادریدی برای دیدن بازی تیم خود در برابر النسیا پرواز به نیمه نهایی را انتخاب کرده اند. از بین تمام بلیط هایی که برای فروش گذاشته شده است، کمتر از ۱۰٪ فقط فروخته شده است در حالی که بیشتر آنها اصلا فروخته نشده اند. 
در جولای ۲۰۲۰، وزارت ورزش عربستان، آکادمی ورزشی مهد را راه اندازی کرد. این آکادمی، یک آکادمی ورزشی است که هدف آن جستجو، کمک، آموزش و پرورش استعدادهای کشور سعودی در رشته های گوناگون ورزشی است. بنیانگذاری این آکادمی در راستای اهداف چشم انداز ۲۰۳۰ عربستان برای توسعه بخش ورزشی در عربستان سعودی است. 

### زنان در ورزش
در ۱ آگوست ۲۰۱۶، شاهدخت ریما بنت بندر آل سعود به عنوان معاون نخست وزیر در امور زنان در وزارت ورزش معرفی شد. 
در ژوئیه ۲۰۱۷، دولت عربستان سعودی طی بخشنامه ای اعلام کرد که کلاس های تربیت بدنی و ورزش برای دختران در تمامی مدارس دولتی در دسترس خواهد بود. 

## کشتی حرفه ای

### WWE
در ۵ مارس ۲۰۱۸، کشتی کج آمریکایی WWE و اداره کل ورزش عربستان یک قراردادپرداخت به ازای هر مشاهده و پخش زنده را بستند که طی آن، رویدادی به نام بزرگترین رویال رامبل را که در ۲۷ آوریل در شهر ورزشی پادشاه عبدالله در جده برگزار می‌شود، تبلیغ کردند.
بر اساس این رویداد، برای نخستین بار در تاریخ WWE یک مسابقه ۵۰ نفره رویال رامبل را به جای مسابقه ۳۰ نفره سنتی به نمایش گذاشت. براون استرومن که چهل و یکمین شرکت کننده وارد شده به زمین کشتی کج در این مسابقه بود، در نهایت با پرتاب بیگ کاس به بیرون از رینگ، در این مسابقه پیروز شد. استرومن با این پیروزی، جایزه بزرگترین دستاورد رویال رامبل و کمربند قهرمانی رویال رامبل را از رئیس اداره کل ورزش عربستان، ترکی بن عبدالمحسن آل عاشیق و رئیس WWE وینس مک ماهون دریافت کرد.
همکاری در این رویداد، سرآغاز یک مشارکت استراتژیک چند پلتفرمی ۱۰ ساله بین WWE و اداره ورزش عمومی عربستان سعودی بود که معمولاً از دو رویداد زنده پریمیوم در سال تشکیل می‌شد (به استثنای سال‌های ۲۰۲۰ و ۲۰۲۱، جایی که این کشور هر کدام یک PLE میزبانی کرد. این اتفاق به دلیل همه گیری COVID-19 در عربستان سعودی رخ داد ). پیش از این سبک همکاری، WWE قبلاً تورهای WWE Live را در این کشور انجام داده بود.

## شرح
وزارت ورزش نماینده ورزش عربستان سعودی در سطح بین المللی است. این وزارتخانه افزون بر کمیته المپیک عربستان سعودی، سی فدراسیون ورزشی دیگر در سعودی را مدیریت و رهبری می کند. همچنین وظیفه ی تعریف تمام اهداف ورزشی، به صورت محلی با این وزارتخانه ست.  کار فعلی وزارت ورزش پنج حوزه را در بر می گیرد: 
- افزایش سطح مشارکت جامعه در ورزش و فعالیت بدنی
- ایجاد یک صنعت رقابتی ورزشی
- ارتقای کیفیت اماکن ورزشی محلی
- بهبود پایداری مالی بخش ورزش
- دستیابی به شفافیت بیشتر در عملکرد و فرهنگ نهادی آن

بیشتر اماکن ورزشی در عربستان سعودی تحت مالکیت و مدیریت وزارت ورزش عربستان هستند. ورزشگاه های تحت مدیریت وزارت ورزش عربستان، شامل بیست و چهار شهر ورزشی و ورزشگاه همچون ورزشگاه بین المللی ملک فهد و همچنین سالن های سرپوشیده و استخرهای شنا می باشد.  همچنین این وزارتخانه ۲۲ خوابگاه جوانان با امکانات ورزشی در سراسر عربستان و همچنین دو کمپ دائمی جوانان را نیز در طائف و حائل ساخته که مسئولیت اداره ی آنها نیز با همین وزارتخانه ست. 

## حکومت
رؤسای سابق اداره کل ورزش به شرح زیر هستند:
- خالد بن فیصل آل سعود
- فیصل بن فهد
- سلطان بن فهد آل سعود
- عبدالله بن مساعد بن عبدالعزیز آل سعود است. دکتر منصور بن عبدالله المنصور
- محمد بن عبدالملک آل آشیخ
- ترکی عبدالمحسن آل آشیخ